# Gert Kams
Gert Kams (* 25. Mai 1985 in Koeru) ist ein ehemaliger estnischer Fußballspieler.

## Karriere
Er begann beim unterklassigen Verein Koeru SK mit dem Fußballspielen, ehe er zur Saison 2005 zum FC Valga wechselte und dort Stammspieler wurde. Aufgrund seiner guten Leistungen dort wurde er zur Saison 2006 vom FC Flora Tallinn verpflichtet. Dort schaffte er es auf Anhieb zum Stammspieler, worauf er später auch in die Nationalmannschaft Estlands berufen wurde. Sein Debüt hatte er am 3. Februar 2007 in einem Freundschaftsspiel gegen Polen.
Auf einer USA-Tour mit seiner  Nationalmannschaft erzielte Kams am 1. März 2012 das erste Tor für die Esten gegen El Salvador im Los Angeles Memorial Coliseum in Los Angeles.